# هاينز فيرنر
هاينز فيرنر (بالألمانية: Heinz Werner)‏ (17 أغسطس 1910 بينا في ألمانيا - 6 مايو 1989) هو لاعب كرة قدم ألماني في مركز الوسط. شارك مع منتخب ألمانيا لكرة القدم. أما مع النوادي، فقد لعب مع كارل زايس يينا ونادي هامبورغ.

## وصلات خارجية
- هاينز فيرنر على موقع قاعدة بيانات كرة القدم.إي يو (الإنجليزية)
- هاينز فيرنر على موقع ناشيونال فوتبول تيمز (الإنجليزية)
- هاينز فيرنر على موقع عالم كرة القدم.نت (الإنجليزية)